# 哈丁縣 (德克薩斯州)
哈丁縣（英語：Hardin County）是位於美國德克薩斯州東南部的一個縣。面積2,324平方公里。根據美國2000年人口普查，共有人口48,073。縣治昆次（Kountze）。
成立於1858年，縣名紀念利柏提縣的一個家族。